# Partizánska Ľupča
Partizánska Ľupča (bis 1946 „Nemecká Ľupča“; deutsch Deutschliptsch, ungarisch Németlipcse) in der nördlichen Mittelslowakei  mit 1299 Einwohnern (Stand 31. Dezember 2024), die zum Okres Liptovský Mikuláš, einem Teil des Žilinský kraj, gehört und in der traditionellen Landschaft Liptau (slowakisch Liptov) liegt. 

## Geographie

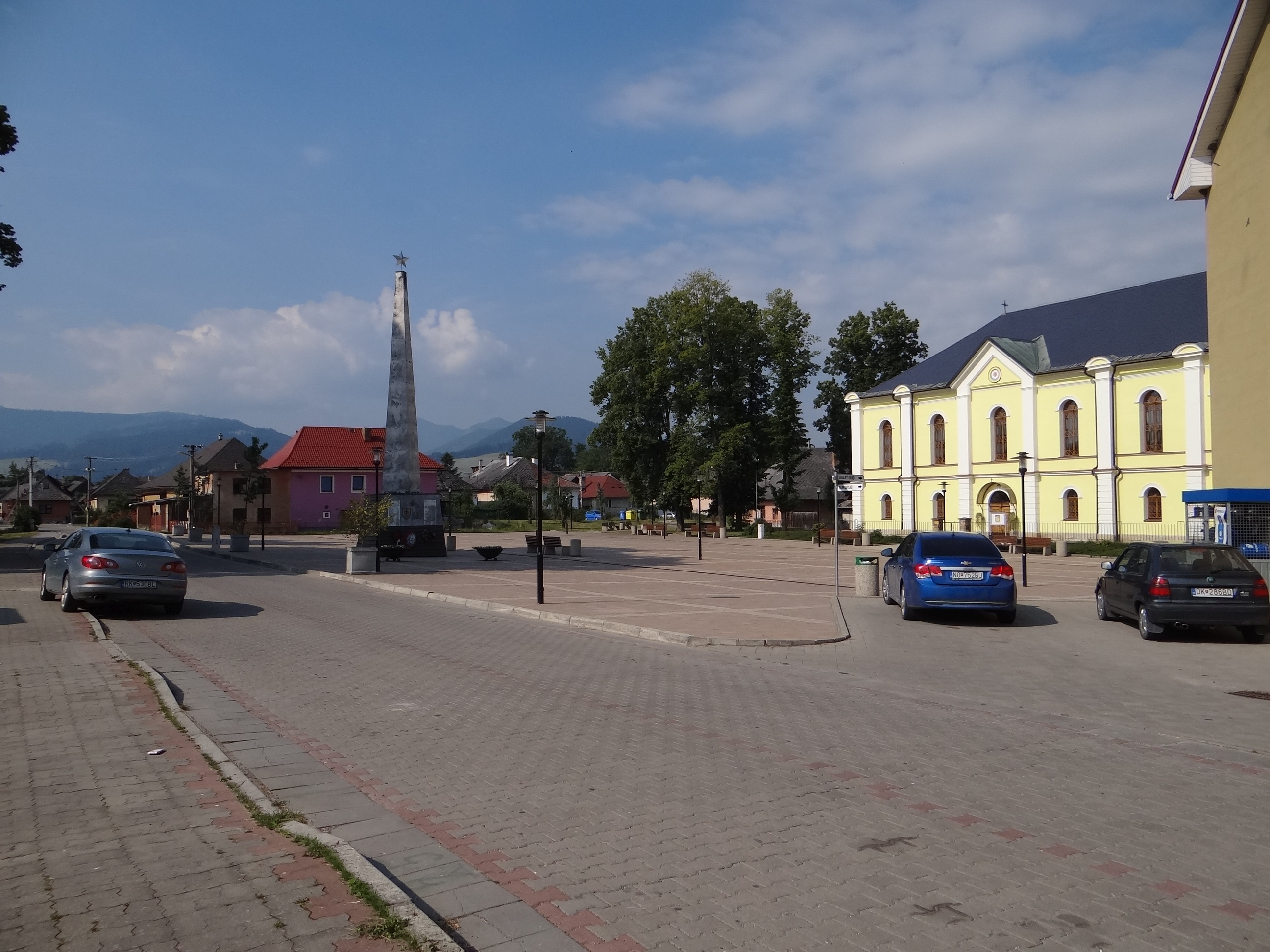
Hauptplatz von Partizánska Ľupča

Hybe befindet sich im Talkessel Podtatranská kotlina (wörtlich Unter-Tatra-Kessel), genauer im mittleren Teil dessen Untereinheit Liptovská kotlina (wörtlich Liptauer Kessel), am Flüsschen Ľupčianka, die nördlich des Ortes in den Waag über den Stausee Bešeňová mündet. Die südlichen Teile des Gemeindegebiets liegen hingegen in der Niederen Tatra, von den Vorbergen und Tal Ľupčianska dolina bis zum Hauptkamm. Das Ortszentrum liegt auf einer Höhe von 568 m n.m. und ist 15 Kilometer von Ružomberok sowie 20 Kilometer von Liptovský Mikuláš entfernt (Straßenentfernung). 
Neben dem Hauptort gehören zur Gemeinde auch die Dörfer Magurka (1882 eingemeindet) und Železnô in der Niederen Tatra.
Nachbargemeinden sind Liptovský Michal und Vlachy im Norden, Malatíny im Nordosten und Osten, Liptovské Kľačany und Dúbrava im Südosten, Jasenie im Süden, Liptovská Lúžna und Liptovská Sielnica im Südwesten, Liptovské Sliače im Westen und Ivachnová im Nordwesten.

## Geschichte

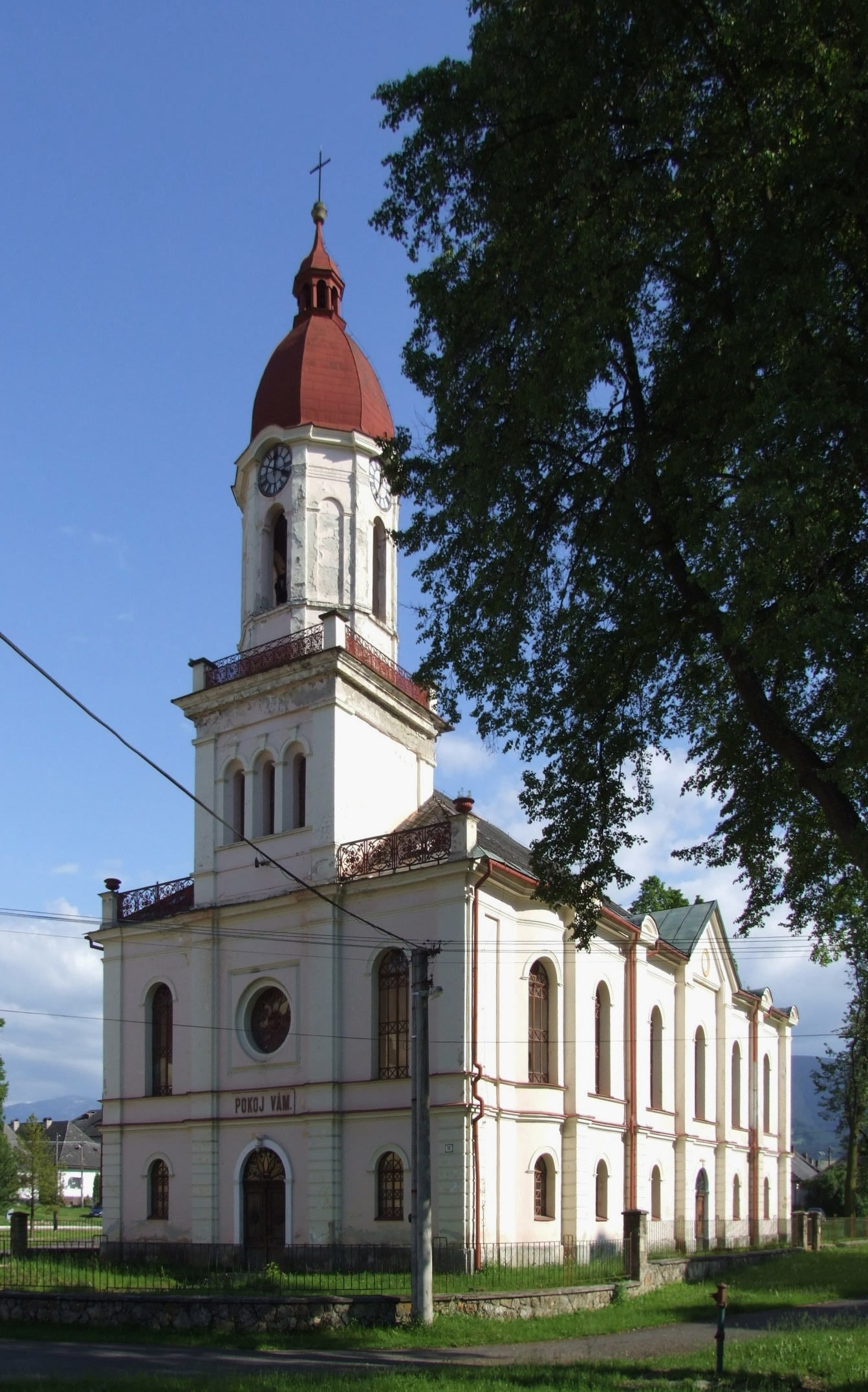
Evangelische Kirche im Dorf

Partizánska Ľupča ist ein alter Siedlungsplatz, mit archäologischen Funden aus der Jungbronzezeit.
Der Ort wurde zum ersten Mal 1252 in der Gründungsurkunde des Turzer Konvents als Lipche beziehungsweise Lypche schriftlich erwähnt. Nach dem Zuzug deutscher Bergleute in der zweiten Hälfte des 13. Jahrhunderts wurden dem aufstrebenden Ort 1270 vom ungarischen König Stephan V. weitreichende Berg- sowie Stadtrechte, die u. a. den Gold-, Silber-, Kupfer- und Antimonabbau betrafen, weiter erhielten die Einwohner Fischereirechte, Befreiung von Zöllen in der damals größeren Sohler Gespanschaft (und ab 1419 im ganzen Königreich Ungarn) sowie Marktrechte nach dem Vorbild von Karpfen und Schemnitz. Somit gilt Liptsch als älteste Stadt der Liptau. Die früher angegebene Stadtrechtsurkunde von Béla IV. gilt inzwischen als Fälschung. 1399 besuchte Sigismund von Luxemburg persönlich die Stadt.
Die Bodenschätze versiegten allerdings sehr rasch und der Bergbau verlagerte sich Richtung Magurka in die Niederen Tatra, deshalb orientierte sich die Stadt schon im 14. Jahrhundert auf den Handel. Trotzdem sank die Stadt nach und nach zu einem Dorf herab. Die deutsche Bevölkerung im Ort dominierte in den 13. und 14. Jahrhunderten, wovon z. B. der 1397 verzeichnete Name Lipche Teutonicali zeigt. Doch Ereignisse im 15. Jahrhundert führten zu einem Wandel: 1434 eroberten die Hussiten die nahe Burg Likava und setzten die Stadt in Brand, womit auch die Stadtrechtsurkunden verloren gegangen sein sollten. 1459 kam es zu einem weiteren Brand. Die letzten deutschen Eintragungen stammen aus der Zeit noch vor 1500, spätestens seit dem 16. Jahrhundert ist der Ort weitgehend slowakisiert. 1508 schenkte Vladislav II. die Stadt der Herrschaft von Likava. 
In der Neuzeit (16. und 17. Jh.) nahmen vor allem Handwerke an der Bedeutung zu, bekannt sind z. B. Schneider, Schmiede, Schlösser, Gerber, Messerschmiede, Schuster, Leineweber und Knopfmacher. Später (18. und 19. Jh.) kamen Müller, Metzger, Böttcher, Tischler, Seilmacher und weitere Handwerke hinzu. 1625 gab es im Ort einen Landsitz der Familie Palugyay, 100 Bauernansiedlungen, ein Gemeindehaus und -bad. 1631 verwüstete ein erneuter Brand das Dorf. 1715 standen 165 Häuser und eine Mühle im Ort. 1784 hatte die Ortschaft 325 Häuser und 2162 Einwohner, 1828 zählte man 377 Häuser und 3216 Einwohner. Nach einem verheerenden Brand im Jahr 1856, dem Aufschwung der den Handwerkern konkurrierenden Industrie und dem Ende von Bergbauaktivitäten in der zweiten Hälfte des 19. Jahrhunderts spielten Forst- und Landwirtschaft eine immer größere Rolle, ein Teil der Einwohner wanderte aus. 
Bis 1918 gehörte der Ort im Komitat Liptau zum Königreich Ungarn und kam danach zur neu entstandenen Tschechoslowakei beziehungsweise heute Slowakei. Die Einwohner unterstützten die Partisanenbewegung im Zweiten Weltkrieg und nahmen am Slowakischen Nationalaufstand von 1944 teil. 1946 wurde der Namenszusatz „Nemecká“ (Deutsch) durch „Partizánska“ („Partisanisch“) ersetzt.

### Ortsname
Das Substantiv Ľupča leitet sich von einem slawischen/slowakischen Personennamen mit dem Stamm Ľub ab und bezeichnet ursprünglich das durchfließende Flüsschen. Die Namen Lipche und Lypche sind magyarisierte Formen des ursprünglichen Ortsnamens, auch wenn slowakisierte Formen wie Lipcza (1364) oder Lwpsche (1473) anzutreffen sind.

## Bevölkerung
| Jahr                | 1994 | 2004    | 2014    | 2024    |
| ------------------- | ---- | ------- | ------- | ------- |
| Anzahl der Personen | 1268 | 1242    | 1234    | 1299    |
| Unterschied         |      | −2,05 % | −0,64 % | +5,26 % |

| Jahr                | 2023 | 2024    |
| ------------------- | ---- | ------- |
| Anzahl der Personen | 1320 | 1299    |
| Unterschied         |      | −1,59 % |

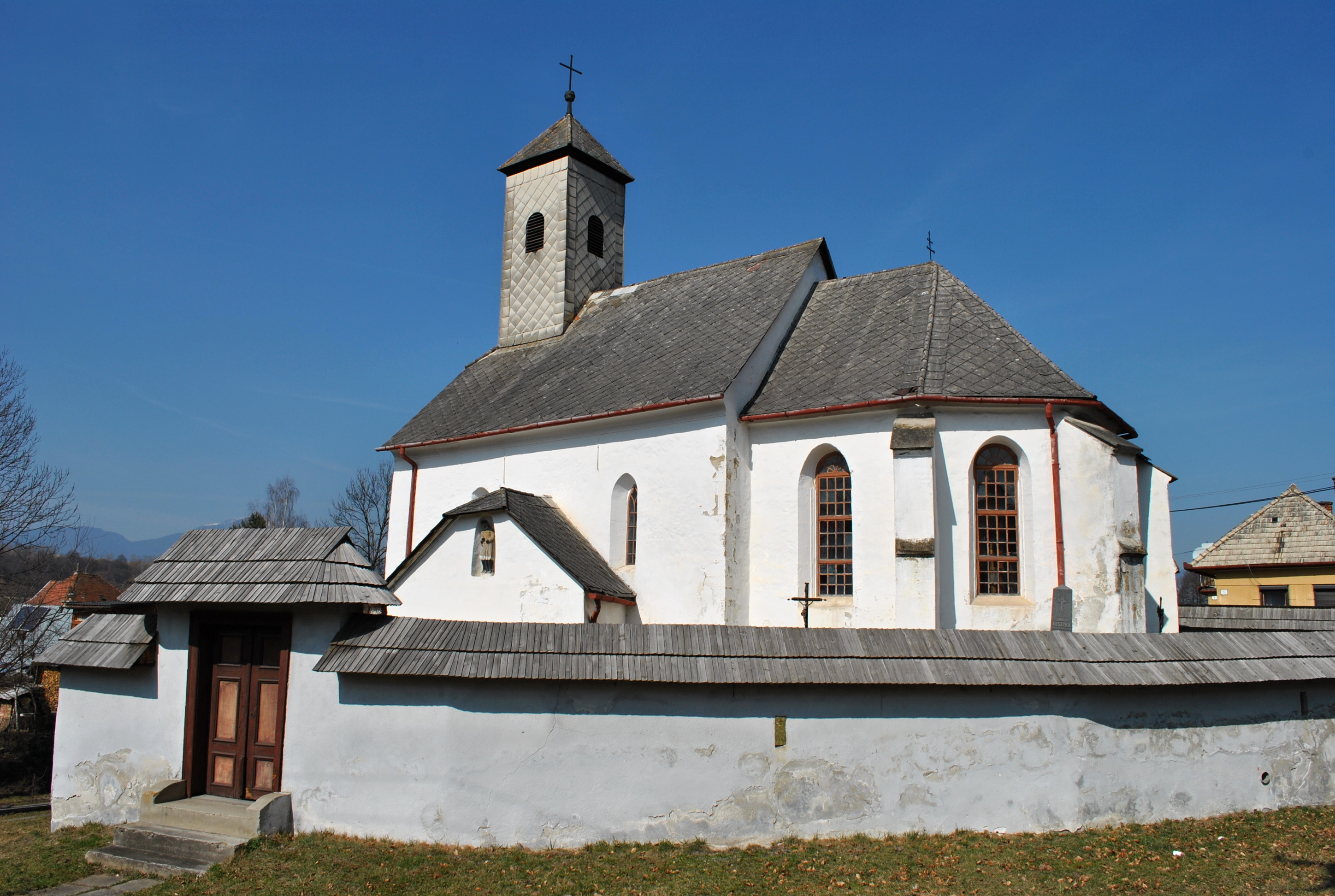
Römisch-katholische Kirche im Ort

Gemäß der Volkszählung 2011 wohnten in Partizánska Ľupča 1236 Einwohner, davon 1204 Slowaken, fünf Tschechen sowie jeweils ein Deutscher und Pole. 25 Einwohner machten keine Angabe zur Ethnie.
840 Einwohner bekannten sich zur römisch-katholischen Kirche, 190 Einwohner bekannten sich zur Evangelischen Kirche A. B., zwei Einwohner zur evangelisch-methodistischen Kirche und ein Einwohner zur orthodoxen Kirche. Drei Einwohner bekannten sich zu einer anderen Konfession, 137 Einwohner waren konfessionslos und bei 63 Einwohnern wurde die Konfession nicht ermittelt.

## Bauwerke und Denkmäler

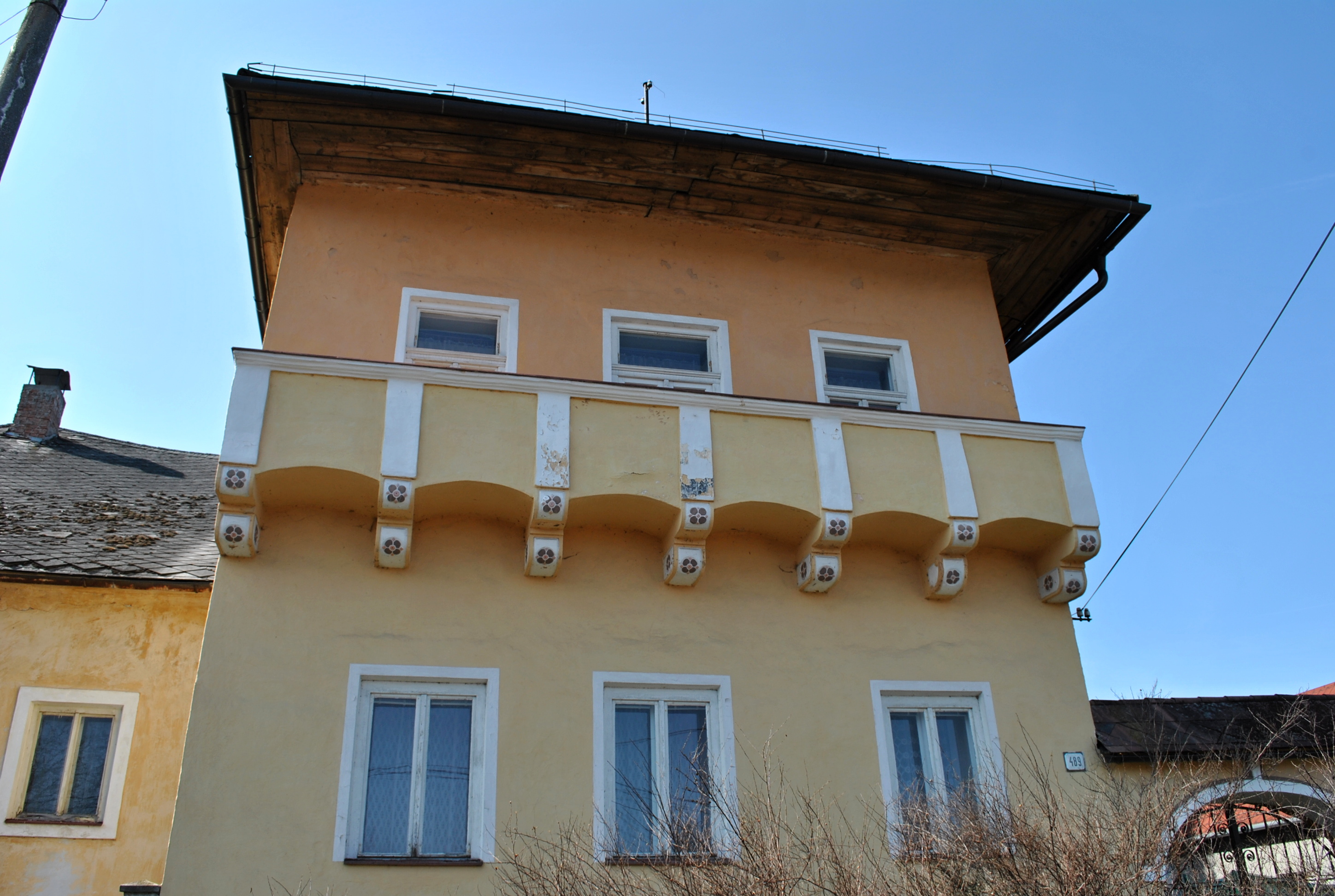
Altes Bürgerhaus

- römisch-katholische Kirche im gotischen Stil aus dem letzten Drittel des 13. Jahrhunderts, bereits in den 14. und 15. Jahrhunderten erweitert, 1620–1630 im Stil der Renaissance wesentlich umgebaut, befestigt und mit einer Wehrmauer versehen. Im 18. Jahrhundert wurde der Turm und das Innere barockisiert. An der Ausmalung war der slowakische Maler Jozef Božetech Klemens maßgeblich beteiligt.
- römisch-katholische Friedhofskirche aus der Mitte des 13. Jahrhunderts, in den 17. und 18. Jh. erweitert und im Stil der Renaissance beziehungsweise des Barock neu gestaltet.
- evangelische Kirche im neoklassizistischen Stil aus dem Jahr 1887 an der Stelle der älteren Kirche von 1783
- Pfarrhaus aus dem 17. Jahrhundert
- Städtischer Gasthof aus dem 17. Jahrhundert
- Gebäude der Bergverwaltung aus dem 17. Jahrhundert

## Verkehr
Nahe Partizánska Ľupča passiert die Cesta I. triedy 18 („Straße 1. Ordnung“) zwischen Ružomberok und Liptovský Mikuláš, durch den Ort selbst führt die Cesta III. triedy 2224 („Straße 3. Ordnung“) mit Weiterführung Richtung Liptovská Lúžna und Liptovská Osada sowie nach Železné und über einen Abzweig Magurka. Der nächste Autobahnanschluss ist Ivachnová (km 259) an der Autobahn D1. Direkt im Gemeindegebiet befindet sich kein Bahnanschluss, der nächste Bahnhof ist Liptovské Vlachy an der Bahnstrecke Košice–Žilina.

## Söhne und Töchter der Gemeinde
- Daniel Basilius (1585–1628), Physiker
- Miroslav Bázlik (1931–2024), Komponist, Pianist, Pädagoge und Mathematiker
- Adam Chalupka (1767–1840), evangelischer Priester und Vater der slowakischen Schriftsteller Ján Chalupka und Samo Chalupka